# Аракич
Араки́ч — (абх. Аракьаҽы, груз. არაკიჩი, арм. Արաքիչ) село в Абхазии, в Очамчырском районе частично признанной Республики Абхазия, согласно административному делению Грузии — в Очамчирском муниципалитете Абхазской Автономной Республики. Расположено к северо-западу от райцентра Очамчира в равнинной полосе. С 1950 года по 1953 год официально именовалось Агараки. В административном отношении село представляет собой административный центр Аракичской сельской администрации (абх. Аракьаҽы ақыҭа ахадара), в прошлом Аракичский сельсовет. Официальное русское название села является армянской транскрипцией абхазского Аракятшы — «кривой орех».

## Границы
На севере Аракич граничит с селом Атара; на востоке — с селом Кындыг; на юге и западе — с селом Адзюбжа.

## Население
Население Аракичского сельсовета по данным переписи 1989 года составляло 2172 человека, таким образом он являлся крупнейшим по числу жителей в Очамчирском районе среди армянских сёл. По данным переписи 2011 года население сельской администрации Аракич составило 873 человека, в основном армяне.
| Год переписи | Число жителей                                      | Этнический состав                          |
| ------------ | -------------------------------------------------- | ------------------------------------------ |
| 1926         | примерно 620 (в составе Адзюбжи и Атары-Абхазской) | армяне (нет точных данных)                 |
| 1959         | 1471                                               | армяне (нет точных данных)                 |
| 1989         | 2172                                               | армяне (нет точных данных)                 |
| 2011         | 873                                                | армяне 93,8 %, абхазы 2,2 %, русские 2,1 % |

До начала XX века местность, где ныне находится село Аракич, принадлежала Адзюбжинской сельской общине. Село Аракич возникло после 1915 года, когда часть спасшихся от истребления амшенских армян из Османской империи осела на этих землях.
В первые десятилетия советской власти Аракич не являлся отдельным селом. Его территория была разделена между Адзюбжинским и Атара-Абхазским сельсоветами. Общая численность армян в двух этих сельсоветах по данным переписи населения 1926 года составляла 621 человек.
Во время грузино-абхазской войны село Аракич было занято грузинскими войсками, местное население сильно пострадало от военных преступников. После войны численность населения Аракич сильно сократилась.

## Историческое деление
Село Аракич исторически подразделяется на 2 посёлка:
- Аракич Ахабла (собственно Аракич)
- Дача